# Pappa varför är du arg – du gjorde likadant själv när du var ung
Pappa varför är du arg – du gjorde likadant själv när du var ung är en svensk film från 1968 i regi av Arne Stivell.

## Om filmen
Filmen premiärvisades 28 oktober 1968 på biograferna Riverside och Ricardo i Stockholm. Inspelningen av filmen utfördes i Trosa med omnejd av Bengt Dalunde. En av Barnfilmkommitténs ledamöter, pedagogen Inga Lundberg, var särskilt missnöjd med sexscenerna i filmen, bland annat mellan Monica Ekman och hennes svåger i verkliga livet Stefan Ekman.

## Komplett rollista
- Torsten Lilliecrona - Gustaf Vikingson, major
- Hjördis Petterson - Svea Vikingson, majorska
- Stefan Ekman - Martin, majorens assistent
- Monica Ekman - Maj Vikingson, majorens dotter
- Gunnar Björnstrand - Carl, amiral
- Lissi Alandh - Rosa Liebeling, författare
- Sven-Axel "Akke" Carlsson - Edvin i handelsboden
- Lars Lennartsson - Manfred Lover, förlagskonsult
- Barbro Lord - Anna, amiralens dotter
- Git Gay - Florence, amiralska
- Artur Rolén - Högman, fiskare
- Gustaf Lövås - Bokhandlare i Trosa
- Gus Dahlström - Polis Johansson i Trosa
- Hanny Schedin - Expedit på Systembolaget
- Leppe Sundevall - Vaktpost vid Försvarsstaben
- Buster Matteson - En pojke
- Håkan Söderberg - A-lagare på torget

## Filmmusik i urval
- Burlatskaja/Svornik russkich narodnych psen/Éj uchnem'! (Pråmdragarnas sång/Volgasången), upptecknad 1866 av Milij Balakirev, svensk text Miguel Torres
- Hjärtats saga, kompositör Wilhelm Åström, text Sigurd